# 19379 Labrecque
19379 Labrecque este un asteroid din centura principală de asteroizi.

## Descriere
19379 Labrecque este un asteroid din centura principală de asteroizi. A fost descoperit pe 24 ianuarie 1998 la Haleakala în cadrul programului NEAT. Asteroidul prezintă o orbită caracterizată de o semiaxă mare de 2,32 ua, o excentricitate de 0,28 și o înclinație de 23,1° în raport cu ecliptica.